# Bad to the Bone
«Bad to the Bone» (cuyo título en español es Malo hasta la médula);  es una canción perteneciente al cantante de rock y blues norteamericano George Thorogood y su banda The Destroyers lanzado en 1982 en el álbum del mismo nombre. La canción se basa de un blues rock de Bo Diddley llamado I'm a Man. Si bien no fue un gran éxito en el lanzamiento inicial, el videoclip hizo apariciones recurrentes en la naciente cadena de televisión de música MTV que fue creado un año antes con gran éxito.

## Créditos
Músicos
- George Thorogood – voz y guitarra eléctrica
- Billy Blough – bajo
- Hank Carter – saxofón
- Jeff Simon – batería

Músicos adicionales
- Ian Stewart – piano

## Video
El video intercala una actuación en directo de Thorogood y su banda; mientras en otra secuencia se ve George caminando por las calles con la funda de su guitarra al que luego en un boliche en donde juega una partida de billar contra Bo Diddley, lo abre y es un palo para jugar el ya dicho juego.  El video termina con Thorogood haciendo que el descenso de la bola número 8 entre en el hoyo con un movimiento rápido de una gran cantidad de ceniza de cigarro al suelo, al parecer, provocando la caída de la bola al hoyo.